# My Hero Academia: Two Heroes
My Hero Academia: 2 Heróis (僕ぼくのヒーローアカデミア THEザ MOVIEムービー ～２人ふたりの英雄ヒーロー～, , Hepburn : Boku no Hīrō Akademia Za Mūbī ～ Futari no Hīrō ～) é um filme de super heróis japonês de 2018 baseado na série de mangá My Hero Academia de Kōhei Horikoshi. Produzido pelo estúdio Bones, o filme foi dirigido por Kenji Nagasaki e o roteirizado por Yōsuke Kuroda.
O filme, que acontece entre os arcos "Exames Finais" e "Acampamento de treinamento na floresta", Izuku Midoriya (Deku) acompanha Toshinori Yagi (All Might) que está visitando seu velho amigo na Ilha "I" quando os vilões atacam a ilha móvel artificial.
Esse filme baseado em uma história original escrita por Horikoshi anunciado em dezembro de 2017.
My Hero Academia: Two Heroes estreou em Los Angeles em 5 de julho de 2018 e foi lançado no Japão em 3 de agosto daquele mesmo ano, com lançamento limitado nos Estados Unidos e Canadá de 25 de setembro a 2 de outubro. O filme arrecadou US $ 33,4  milhões em todo o mundo e recebeu críticas positivas dos críticos.
O filme chegou aos cinemas brasileiros através da Sato Company, dublado, pelo estúdio Unidub, e legendado em português brasileiro, intitulada primeiramente de Academia de Heróis: Dois Heróis mas voltando para My Hero Academia: 2 Heróis, tendo sua estreia, com sessões limitadas, nos dias 8 a 21 de agosto de 2019. No total, em 188 sessões, o longa obteve o lucro pelo país de 324 mil reais, e com o público total de 18.623 ingresso vendidos, durante a primeira semana da sua estreia.
Em Portugal, o filme estreou inicialmente na versão original com legendagem portuguesa em 25 de março de 2022 no canal Biggs e, mais tarde, em 10 de junho de 2022, estreou na versão dobrada em português europeu no mesmo canal.
Um segundo filme, My Hero Academia: Ascensão dos Herois, foi lançado no Japão em dezembro de 2019, na América do Norte em fevereiro de 2020, em Portugal em setembro de 2020 e no Brasil em outubro de 2020.

## Sinopse

### Enredo
Prestes a saírem numa viagem escolar, All Might e Deku aceitam o convite para uma badalada feira de tecnologia que acontece na protegida Ilha I. Apesar de toda a segurança, um supervilão hackeia o local, transformando todos em reféns. Cabe à dupla de heróis reverter a situação e destruir o culpado.

## Elenco
| Personagem[carece de fontes?] | Japão                                    | Brasil              | Portugal                                |
| ----------------------------- | ---------------------------------------- | ------------------- | --------------------------------------- |
| Izuku "Deku" Midoriya         | Daiki Yamashita Akeno Watanabe (criança) | Felipe Volpato      | Miguel Sousa Bárbara Lourenço (criança) |
| Toshinori Yagi (All Might)    | Kenta miyake                             | Guilherme Briggs    | Quimbé                                  |
| Melissa Shield                | Mirai Shida                              | Jacqueline Sato     | Patrícia Adão Marques                   |
| David Shield                  | Katsuhisa Namase Ryōhei Kimura (jovem)   | Marcelo Campos      | Peter Michael                           |
| Wolfram                       | Rikiya Koyama                            | Glauco Marques      | Guilherme Barroso                       |
| Katsuki "Kacchan" Bakugo      | Nobuhiko Okamoto                         | Fábio Lucindo       | Alexandre Maia                          |
| Shoto Todoroki                | Yūki Kaji                                | Robson Kumode       | Fábio Pereira                           |
| Denki Kaminari                | Tasuku Hatanaka                          | Vagner Fagundes     | Fábio Pereira                           |
| Tenya Iida                    | Kaito Ishikawa                           | Felipe Zilse        | Fábio Pereira                           |
| Momo Yaoyorozu                | Marina Inoue                             | Fernanda Bullara    | Bárbara Lourenço                        |
| Ochaco Uraraka                | Ayane Sakura                             | Priscila Concépcion | Bárbara Lourenço                        |
| Minoru Mineta                 | Ryō Hirohashi                            | Yuri Chesman        | Bárbara Lourenço                        |
| Eijiro Kirishima              | Toshiki Masuda                           | Heitor Assali       | Rodrigo Mourão                          |
| Kyoka Jiro                    | Kei Shindō                               | Flora Paulita       | Ana Teresa Pousadas                     |

- Direção: Úrsula Bezerra
- Estúdio: UniDub
- Tradução: Marcelo Del Greco
- Produtor Executivo: Nelson Sato

## Produção

### Desenvolvimento
A revista Weekly Shonen Jump da  editora Shueisha na edição de dezembro 2017 anunciou que um anime versão cinematográfica do mangá Boku no hero Academia de Kōhei Horikoshi vai estrear no terceiro trimestre de 2018. Horikoshi disse que "dificilmente acredito[ava]... [mas] ficou super feliz" no anúncio do primeiro filme de sua história, revelando ainda que um "passado de personagem que ainda não apareceu no mangá" seria apresentado.  O título do filme e a data de lançamento foram revelados durante uma apresentação no AnimeJapan em março de 2018. No mesmo evento, a linha do tempo do filme foi revelada para acontecer após o arco de história do Exames Finais" e "Acampamento de treinamento na floresta" ocorrendo em uma ilha artificial chamada I-Island e mostraria Toshinori Yagi (All Might) em seu dias mais jovens.

### Pré-produção
Poucos dias após o anúncio do filme, Bones e Toho também foram anunciados para produzir e distribuir o filme, respectivamente, com Kenji Nagasaki dirigindo, Yōsuke Kuroda escrevendo o roteiro e Yoshihiko Umakoshi nos design de personagens, enquanto Horikoshi foi creditado com o trabalho original e desenhos de personagens e supervisor-chefe.  Juntamente com os mesmos dubladores da série de televisão My Hero Academia em abril de 2018 adicionando Mirai Shida como Melissa Shield e Katsuhisa Namase como David Shield, e  Rikiya Koyama como o vilão do filme, Wolfram.

## Lançamento
A Funimation e Toho estrearam o filme no Anime Expo em Los Angeles em 5 de julho de 2018, posteriormente foi lançado no Japão em 3 de agosto do mesmo ano. O primeiro milhão de espectadores receberam um livro com o mangá especial de Horikoshi intitulado "No.0 ALL MIGHT: RISING", bem como "diálogo secreto" entre Horikoshi e Eiichiro Oda.  A Viz Media publicou o volume 0 digitalmente em inglês sob o título "All Might Rising" em 19 de setembro de 2018.

### Bilheteria
My Hero Academia: Two Heroes arrecadou US$ 14,1 milhões somente no Japão e US$ 19,3 milhões em outros territórios, com um total mundial de US$ 33,4  milhões.

#### Japão
No seu primeiro fim de semana de estreia o filme arrecadou US$ 4,49  milhões, ficando em quarto lugar, atrás de Incríveis 2 (2018).  Ele caiu para o sétimo no seu segundo fim de semana depois de ganhar US$ 1,3 milhões nos fins de semana,  e saiu do ranking após ganhar US$ 655.000. O filme vendeu ingressos para um milhão de pessoas em agosto de 2018.  Em setembro de 2018, a 42.ª edição da revista Weekly Shōnen Jump relatou que o filme arrecadou mais de ¥ 1,5  bilhões nas bilheterias. Outros 1,3 milhões de ingressos foram vendidos no mês de outubro de 2018, elevando a bilheteria do filme para ¥ 1,6 bilhões.

#### Estados Unidos e Canadá
O filme arrecadou US$ 2,6 milhões em três dias desde que estreou em 25 de setembro de 2018, tornando-se o terceiro filme licenciado de maior bilheteria da Funimation, atrás de Your Name (2016).  Ele superou outros filmes no top 10 por total de receita de tela, ganhando $ 1.200 no primeiro dia e $ 1.400 no segundo dia.  Depois de uma semana desde seu lançamento, o filme arrecadou US$ 5,1 milhões, tirando o segundo lugar de Your Name e ficando atrás de Dragon Ball Z: Resurrection "F" (2015).  Encerrando sua exibição com US$ 5,8 milhões para se tornando o filme de animação com a décimo maior bilheteria nos Estados Unidos e Canadá naquela época, substituindo Vidas ao Vento (2013).

#### Outros territórios
My Hero Academia: Two Heroes arrecadou US$ 280.650 na Austrália e US$ 42.378 na Nova Zelândia.  Em Hong Kong, o filme rendeu HK$ 870.000 (US$ 111.027) em seu fim de semana de estreia, ficando em nono lugar nas bilheterias.  Na Argentina, o filme vendeu 5.109 ingressos em seu fim de semana de estreia, enquanto no México, ganhou MX$ 6,8 milhões (U$ 352.997) em seu fim de semana de estreia, classificando o filme em oitavo nesses países.
No Brasil com total de 188 sessões pelo país, o longa obteve o lucro pelo país de 324 mil reais, e com o público total de 18.623 ingresso vendidos, durante a primeira semana da sua estreia.

### Critica
No site do agregador de notas Rotten Tomatoes, o filme detém uma taxa de aprovação de 100% com base em 7 resenhas, com uma classificação média de 7,5/10.  O Los Angeles Times descreveu o filme como "uma mistura de alta energia de heroísmo, comédia, amizade e batalhas sem prisioneiros", elogiando o papel do dublador Briner como Deku, dizendo "Briner mantém o personagem agradável e crível".  Miranda Sanchez da IGN deu uma classificação de 7,7 em 10, afirmando que " My Hero Academia: Two Heroes é divertido, mas não tem apostas interessantes", elogiando o filme como agradável, mas criticando a falta de desenvolvimento dentro do mundo de My Hero Academia.

## Trilha sonora
Yuki Hayashi voltou a foi o compositor do filme.  Masaki Suda fez a música tema do filme intitulada "Long Hope Philia" (ロ ン グ ホ ー プ ・ フ ィ リ ア, Rongu Hōpu Firia) , que foi escrita e composta por Hiromu Akita de amazarashi. 